# Список античних титанів
Тит́ани (дав.-гр. Τιτᾶνες, один Τιτάν) — у давньогрецькій міфології боги другого покоління, діти Урана (неба) і Геї (землі). Їх шість братів-титанів і шість сестер-титанід, що вступили до шлюбу між собою і породили нове покоління богів: Прометея, Геліоса, Муз, Лето та інших.

## Етимологія
Походження цього слова невідоме. Існує припущення, що слово потрапило до грецької мови з якогось малоазійського джерела. Гесіодом була викладена версія, згідно з якою це слово походить від дієслова дав.-гр. τιταίνω — «натягую, простягаю», проте це лише народна етимологія.

## А
- Астерія
- Астеріон
- Астрей
- Атлант

## Г
- Гіперіон
- Геліос

## Д
- Діона

## Е
- Еос
- Епіметей (Епіміфей)
- Електра

## І
- Іапет (Япет)
- Іхтіонія

## К
- Кей (Кой)
- Крій (Кріос)
- Кратос
- Кронос (Крон)

## Л
- Лето

## М
- Мнемозіна
- Менетій(Менетій, Менойтій)

## О
- Океан

## П
- Паллант
- Перс
- Прометей

## Р
- Рея

## С
- Селена

## Т
- Тейя (Тея, Фейя)
- Тефіда (Тетія, Тіфія, Тефія, Тетіс)

## Ф
- Феміда (Теміда, Теміс)
- Феба

## Я
- Япет (Іапет)

## Старше покоління

### Титани

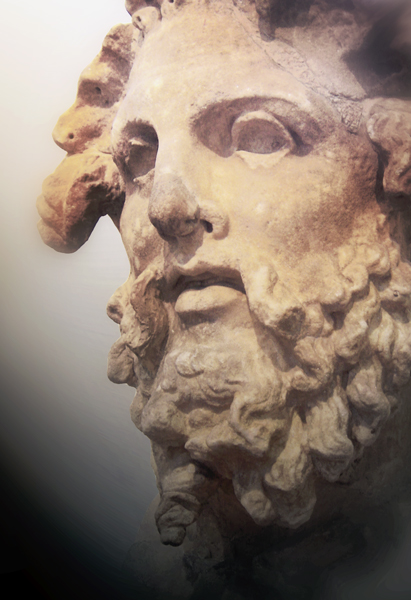
Голова Титана, у Національному Археологічному Музеї в Афінах

За Гесіодом, шестеро синів Урана (за віком):
- Океан — титан, син Урана і Геї. Від союзу Океана та богині Фетіди народились всі ріки, морські богині Океаніди, численне покоління водяних божеств, що склали особливий водний Олімп. Мав владу над світовим потоком, що оточували, за уявленнями греків, земну твердь.
- Кей (Кой) — титан, син Урана і Геї, брат і чоловік титаніди Феби, батько Лето, дід близнюків Аполлона й Артеміди. Брав участь у Титаномахії і був разом із братами скинутий Зевсом у Тартар.
- Кріос (Крій) — титан, син Урана і Геї, чоловік доньки Понта Еврібії. Був повержений під час Титаномахії і скинутий у Тартар.
- Гіперіон. Гіперіон (означає «дуже високий») — титан, син Урана і Геї, чоловік своєї сестри Тейї, батько Сонця — Геліоса, Місяця — Селени і рум'яної Зорі — Еос (Аврора). Гіперіон — «сяючий» бог, що буквально «йде вгорі», тобто, по піднебессю.
- Іапет (Япет — титан, син Урана і Геї, чоловік Океаніди Клімени (або Океаніди Асії), яка народила йому Атланта, Менетія, Прометея і Епіметея. Іапет — учасник Титаномахії; був скинутий Зевсом у Тартар, поділивши долю братів. Є прародителем людського роду.)
- Кронос (Крон) — титан, син бога піднебіння Урана і богині землі Геї. Він піддався на домовленості матері і оскопив свого батька Урана, щоб припинити безкінечні народження його дітей.

### Титаніди
За Псевдо-Аполлодором, їх сім (до них належить і Діона).
Згідно орфіків, також сім (зокрема Діона).
За Діодором Сицилійським, вони мешкали у Кноссі, їх було п'ятеро — Рея, Феміда, Мнемосіна, Феба, Тефія.
- Мнемосіна — богиня пам'яті, донька Урана і Геї, титаніда. Мати Муз, яких вона народила від Зевса. За числом дев'яти ночей, які Мнемозіна подарувала Зевсові, і Муз було дев'ять.
- Тейя (Тея, Фейя) — титаніда, старша донька Урана і Геї, сестра і дружина Гіперіона, мати Геліоса (Сонця), Еос (ранішньої зорі) і Селени (місяці). По Ксенагору, народила від Океана керкопів Кандула і Атланти.
- Тефіда (Тетія, Тіфія, Тефія, Тетіс) — титаніда, одне із прадавніх божеств у грецькій міфології. Це донька Геї і Урана і чоловіка брата Океану, з яким вона мала 3000 доньок, — Океанід і 3000 синів — річкових потоків. Її діти: річкові божества Іннах і Ахелон, а також Ладон, бог річки в Аркадії.
- Рея — в античній міфології грецька богиня, одна із титанід, донька Урана і Геї, дружина Кроноса. Культ Реї вважався одним із давніх, але був мало поширений у Греції.
- Феміда — богиня правосуддя. Греки називали богиню також Теміда, Теміс. Феміда була донькою бога піднебіння Урана і Геї. Її доньками були богині долі — Мойри.
- Феба — титаніда, донька Урана і Геї, сестра і дружина Яку, мати Лето й Астерії, бабка Аполлона і Артеміди. Феба — годувальниця Аполлона. Вона володіла прорицалищем із храмом і оракулом у Дельфах після Феміди, потім подарувала його онукові.

## Молодше покоління
- Астерія — донька титана Коя і Феби, яка рятуючись від переслідувань Зевса, обернулася на перепелицю. За іншим переказом, кинулася в Егейське море й перетворилася на острів Делос.
- Астрей (зоряний) — божество зоряного піднебесся. Гесіод вважав Астрея титаном другого покоління, сином Крія і Еврібеї, чоловіком Еос, батьком всіх зірок, вітрів: північного Борея, південного Нота, західного Зефіру і східного Евра.
- Атлант — титан, син титана Япета і Океаніди Клімени. Він підтримував небесне зведення поблизу саду Гесперід у покарання за участь у битві із Зевсом на стороні титанів.
- Геліос — бог Сонця. Син титанів Гіперіона і Феї (за Гесіодом і Апполодором), брат Селени і Еос. Відноситься до прадавніх доолімпійських богів. Оскільки Геліос знаходиться над усіма, високо в піднебессі, то бачить усі діяння людей і богів.
- Діона — персонаж старогрецької міфології, богиня дощу, згідно орфікам — титаніда, донька Урана і Геї. У Гесіода вона названа у введенні до поеми, але не в переліку титанід.
- Лето — титаніда, донька титана Кея і Феби, дружина Зевса, з якою він розлучився заради Гери, або ж його кохана поза шлюбом, мати близнят Аполлона і Артеміди.
- Менетій(Менетій, Менойтій) — син титана Іапета і Клімени, брат Прометея, Атланта й Епіметея. Під час Титаномахії Менетій був вражений перуном Зевса і скинутий у Тартар (або відправлений до Ереб.
- Паллант — син Геї та Урана. Під час Гігантомахії Афіна розбила хтивого Палланта уламком скелі, а потім зідрала з нього, ще живого, шкіру, щоб зробити собі егіду.
- Перс — молодший титан. Син Крія і Еврібеї. Чоловік Астерії, батько Гекати.
- Прометей — син титана Япета і Океаніди Клімени, за іншою версією — Асії або богині правосуддя Феміди. Дарував людям божий вогонь, захований громовержцем Зевсом.
- Селена — відома також під ім'ям Мена (Мене). Титаніда, донька Гіперіона і Тейі, сестра Геліоса й Еос. Богиня місяця. Згідно аркадянам, вони народилися раніше Луни. У небесах коханим Селени був сам Зевс.
- Епіметей (Епіміфей) — титан, син Іапета і Клімени (по Аполлодору, Асії), брат Прометея, Атланта і Менетія. Перший прийняв дівчину створену Зевсом. Епіметей не послухав ради свого брата-провидця Прометея і одружився з Пандорою, яка, відкривши скриньку, даровану їй Зевсом, випустила у світ усі людські біди. По міфу Протагора, Епіметей ділив між тваринами різні здібності, але нічого не залишив людині.
- Еос — богиня зорі, донька титана Гіперіона і титаніди Тейі, сестра Геліоса і Селени (за іншими варіантами вона була донькою Геліоса; матір'ю її вважалася інколи і Ніч). Її називають Паллантіадою. Дружина Астрея, її діти: Анеми (вітри) і Айстри (зірки)
- Кратос
- Астеріон
- Електра
- Іхтіонія

## Міфи
Кронос за намовою матері оскопив серпом батька і зайняв його місце верховного бога. Кронос і Рея народили Зевса, який, своєю чергою, змістив батька і став на чолі нового покоління богів — олімпійців (титани, крім Океану виступили з Офрійської гори, а боги, народжені Кроносом і Реєю — з Олімпу). Бій (Титаномахія) між титанами і олімпійцями тривав десять років. Потім на допомогу Зевсу прийшли циклопи та гекатонхейри і титани були переможені; частина з них визнала нового владику, інші були скинуті в Тартар, а гекатонхейри стали їх охоронцями.
Пізніше Гера спонукала їх повстати проти Зевса, оскільки Іо народила Епафа.
За Павсанієм, їхні імена вперше ввів Гомер, у нього запозичив Ономакріт і представив титанів «винуватцями пристрастей Діоніса». Згідно з цими переказами, титани через тиждень після народження розтерзали Загрея, за що були скинуті в Тартар, або Зевс піддав титанів різноманітним мукам, або титанів спопелив блискавками Зевс, а з цієї кіптяви з'явилися люди. Згідно з Никандром, рід павуків і змій з'явився з крові титанів.

## У літературі й мистецтві
У більш пізніх міфах титанів ототожнюють із гігантами.
Їм присвячений XXXVII орфічний гімн. Складали хор у трагедії Есхіла «Прометей звільнений». Існували комедії Евбула і Кратіна Молодшого «Титани».
У літературі й філософії титанізм — це течія про всесилля людини, надихається революційною боротьбою з усталеним порядком.